# Fredonia, Arizona
Fredonia är en kommun (town) i Coconino County i Arizona. Vid 2010 års folkräkning hade Fredonia 1 314 invånare.